# یوسف زاکو
یوسف زاکو (انگلیسی: Iosif Czako؛ ۱۱ ژوئن ۱۹۰۶ – ۱۲ سپتامبر ۱۹۶۶ (aged 60)) یک بازیکن فوتبال اهل رومانی بود.
وی همچنین در تیم ملی فوتبال رومانی بازی کرده‌است.